# Teresa Martyniuk
Teresa Martyniuk (ur. 16 lipca 1948 w Malborku) – polska ekonomistka, dr hab. nauk ekonomicznych, profesor zwyczajny Sopockiej Akademii Nauk Stosowanych Wydziału Ekonomii i Finansów.

## Życiorys
W 1971 ukończyła studia na Uniwersytecie Gdańskim, następnie podjęła pracę na macierzystej uczelni. 2 kwietnia 1979 obroniła pracę doktorską pt. Tworzenie systemu informacji ekonomicznej dla potrzeb analizy wartości produktów budowlanych (studium metodologiczne), 16 marca 2000 habilitowała się na podstawie dorobku naukowego i pracy zatytułowanej Polityka amortyzacyjna w strategii przedsiębiorstwa. 18 kwietnia 2011 nadano jej tytuł profesora w zakresie nauk ekonomicznych.
Została zatrudniona na stanowisku profesora w Katedrze Rachunkowości Zarządczej w Sopockiej Szkole Wyższej, oraz profesora nadzwyczajnego w Katedrze Rachunkowości na Wydziale Zarządzania Uniwersytetu Gdańskiego.
Piastuje funkcję profesora zwyczajnego w Sopockiej Szkole Wyższej na Wydziale Ekonomii i Finansów, a także rektora Sopockiej Szkoły Wyższej.

## Publikacje
- Formy ewidencji podatkowej małych podmiotów gospodarczych[1]
- 2006: Metody wyceny wartości środków trwałych[1]
- 2006: Możliwości oceny kondycji finansowej małych przedsiębiorstw na podstawie prowadzonych ksiąg podatkowych (50%)[1]
- 2008: Czy globalna standaryzacja sprawozdawczości finansowej dla sektora małych i średnich przedsiębiorstw?[1]
- 2009: Wpływ prawa podatkowego na ujmowanie w rachunkowości podatkowych skutków zdarzeń[1]